# ميشنيسفيل
ميشنيسفيل (نيويورك) (بالإنجليزية: Mechanicville, New York)‏ هي مدينة تقع في الولايات المتحدة في مقاطعة ساراتوغا، نيويورك. يقدر عدد سكانها بـ 5,196 نسمة ومساحتها 2.4 كم2 وترتفع عن سطح البحر 31.7 متر.

## التركيبة السكانية
حدّد مكتب تعداد الولايات المتحدة بيانات التركيبة السكانية لميشنيسفيل في تعداد الولايات المتحدة. في ما يلي، التركيبة السكانية حسب تعدادي 2000 و2010.

### تعداد عام 2000
بلغ عدد سكان ميشنيسفيل 5,019 نسمة بحسب تعداد عام 2000، وبلغ عدد الأسر 2,219 أسرة وعدد العائلات 1,275 عائلة مقيمة في المدينة. في حين سجلت الكثافة السكانية 2,108.8 نسمة لكل كيلومتر مربع (5,461.8/ميل2). وبلغ عدد الوحدات السكنية 2,386 وحدة بمتوسط كثافة قدره 1,002.5 لكل كيلومتر مربع (2,596.5/ميل2).
وتوزع التركيب العرقي للمدينة بنسبة 97.95% من البيض و0.36% من الأمريكيين الأفارقة و0.10% من الأمريكيين الأصليين و0.66% من الأمريكيين ذوي الأصول الآسيوية و0.44% من الأعراق الأخرى و0.50% من عرقين مختلطين أو أكثر و1.20% من الهسبانيون أو اللاتينيون من أي عرق.
بلغ عدد الأسر 2,219 أسرة كانت نسبة 30.8% منها لديها أطفال تحت سن الثامنة عشر تعيش معهم، وبلغت نسبة الأزواج القاطنين مع بعضهم البعض 40.9% من أصل المجموع الكلي للأسر، ونسبة 12.3% من الأسر كان لديها معيلات من الإناث دون وجود شريك، بينما كانت نسبة 4.2% من الأسر لديها معيلون من الذكور دون وجود شريكة وكانت نسبة 42.5% من غير العائلات. تألفت نسبة 36.5% من أصل جميع الأسر من عدة أفراد يعيشون في نفس المنزل ونسبة 19.4% كانت تتألف من شخص يعيش بمفرده يبلغ من العمر 65 عاماً أو أكثر. وبلغ متوسط حجم الأسرة المعيشية 2.26، أما متوسط حجم العائلات فبلغ 2.97.
بلغ العمر الوسطي للسكان 36.4 عاماً. وكانت نسبة 24.4% من القاطنين تحت سن الثامنة عشر، وكانت نسبة 8.2% بين الثامنة عشر والرابعة والعشرين عاماً، ونسبة 30.1% كانت واقعةً في الفئة العمرية ما بين الخامسة والعشرين والرابعة والأربعين عاماً، ونسبة 18.5% كانت ما بين الخامسة والأربعين والرابعة والستين، ونسبة 18.7% كانت ضمن فئة الخامسة والستين عاماً فما فوق. يوجد لكل 100 أنثى 88.9 ذكر، ويوجد لكل 100 أنثى في الثامنة عشر من عمرها فما فوق 82.6 ذكر.
بلغ متوسط دخل الأسرة في المدينة 34,509 دولارًا، أما متوسط دخل العائلة فبلغ 42,143 دولارًا. وكان متوسط دخل الذكور 32,825 دولارًا مقابل 25,143 دولارًا للإناث. وسجل دخل الفرد الخاص بالمدينة 17,236 دولارًا. وكانت نسبة 6.5% من العائلات ونسبة 8% من السكان تحت خط الفقر، وكان من هؤلاء نسبة 10.5% تحت سن الثامنة عشر ونسبة 7.4% في الخامسة والستين من العمر وما فوق.

### تعداد عام 2010
بلغ عدد سكان ميشنيسفيل 5,196 نسمة بحسب تعداد عام 2010، وبلغ عدد الأسر 2,343 أسرة وعدد العائلات 1,264 عائلة مقيمة في المدينة. في حين سجلت الكثافة السكانية 2,183.2 نسمة لكل كيلومتر مربع (5,654.5/ميل2). وبلغ عدد الوحدات السكنية 2,535 وحدة بمتوسط كثافة قدره 1,065.1 لكل كيلومتر مربع (2,758.6/ميل2).
وتوزع التركيب العرقي للمدينة بنسبة 95.27% من البيض و0.83% من الأمريكيين الأفارقة و0.21% من الأمريكيين الأصليين و0.96% من الأمريكيين ذوي الأصول الآسيوية و0.02% من سكان جزر المحيط الهادئ و0.52% من الأعراق الأخرى و2.19% من عرقين مختلطين أو أكثر و2.50% من الهسبانيون أو اللاتينيون من أي عرق.
بلغ عدد الأسر 2,343 أسرة كانت نسبة 30.9% منها لديها أطفال تحت سن الثامنة عشر تعيش معهم، وبلغت نسبة الأزواج القاطنين مع بعضهم البعض 32.2% من أصل المجموع الكلي للأسر، ونسبة 15.4% من الأسر كان لديها معيلات من الإناث دون وجود شريك، بينما كانت نسبة 6.4% من الأسر لديها معيلون من الذكور دون وجود شريكة وكانت نسبة 46.1% من غير العائلات. تألفت نسبة 37.8% من أصل جميع الأسر من عدة أفراد يعيشون في نفس المنزل ونسبة 17.7% كانت تتألف من شخص يعيش بمفرده يبلغ من العمر 65 عاماً أو أكثر. وبلغ متوسط حجم الأسرة المعيشية 2.22، أما متوسط حجم العائلات فبلغ 2.94.
بلغ العمر الوسطي للسكان 34.7 عاماً. وكانت نسبة 23.7% من القاطنين تحت سن الثامنة عشر، وكانت نسبة 11% بين الثامنة عشر والرابعة والعشرين عاماً، ونسبة 27.9% كانت واقعةً في الفئة العمرية ما بين الخامسة والعشرين والرابعة والأربعين عاماً، ونسبة 21.8% كانت ما بين الخامسة والأربعين والرابعة والستين، ونسبة 15.6% كانت ضمن فئة الخامسة والستين عاماً فما فوق. وتوزع التركيب الجنسي للسكان بنسبة 46.5% ذكور و53.5% إناث.